# ラヴァーズ・レクイエム
『ラヴァーズ・レクイエム』（Lover's Requiem）は、アメリカ合衆国のポスト・ハードコア・バンドであるアイ・アム・ゴーストの1作目のスタジオ・アルバム。2006年10月9日にエピタフ・レコードから発売された。
9,000枚を売り上げ、『ビルボード』誌のHeatseekersチャートでは初登場39位を記録した。

## 収録曲
| 全作詞・作曲: アイ・アム・ゴースト。 | |                      |                      |      |
| #                                    | タイトル | 作詞                 | 作曲・編曲           | 時間 |
| 1.                                   | 「クロシング・リヴァー・スティックス」(Crossing The River Styx)                                                                    | アイ・アム・ゴースト | アイ・アム・ゴースト | 1:56 |
| 2.                                   | 「アワ・フレンド・ラザロ・スリープス」(Our Friend Lazarus Sleeps)                                                                  | アイ・アム・ゴースト | アイ・アム・ゴースト | 2:55 |
| 3.                                   | 「キラー・ライク・キャンディ」(Killer Likes Candy)                                                                                 | アイ・アム・ゴースト | アイ・アム・ゴースト | 3:33 |
| 4.                                   | 「ダーク・カーニヴァル・オヴ・イマキュレット」(Dark Carnival Of The Immaculate)                                                    | アイ・アム・ゴースト | アイ・アム・ゴースト | 3:15 |
| 5.                                   | 「プリティ・ピープル・ネヴァー・ライ、ヴァンパイア・ネヴァー・リアリー・ダイ」(Pretty People Never Lie, Vampires Never Really Die) | アイ・アム・ゴースト | アイ・アム・ゴースト | 4:32 |
| 6.                                   | 「オヴ・マスク・アンド・マーター」(Of Masques And Martyrs)                                                                         | アイ・アム・ゴースト | アイ・アム・ゴースト | 3:37 |
| 7.                                   | 「恋人達のレクイエム」(Lovers' Requiem)                                                                                            | アイ・アム・ゴースト | アイ・アム・ゴースト | 4:15 |
| 8.                                   | 「ウィ・アー・オールウェイズ・サーチング」(We Are Always Searching)                                                                | アイ・アム・ゴースト | アイ・アム・ゴースト | 3:28 |
| 9.                                   | 「シップ・オヴ・ピル・アンド・ニーデッド・シング」(The Ship Of Pills And Needed Things)                                            | アイ・アム・ゴースト | アイ・アム・ゴースト | 3:42 |
| 10.                                  | 「大団円」(The Denouement) | アイ・アム・ゴースト | アイ・アム・ゴースト | 3:18 |
| 11.                                  | 「ディス・イズ・ホーム」(This Is Home)                                                                                             | アイ・アム・ゴースト | アイ・アム・ゴースト | 4:26 |
| 12.                                  | 「砂時計のむこうに」(Beyond The Hourglass)                                                                                         | アイ・アム・ゴースト | アイ・アム・ゴースト | 5:57 |
| 合計時間:                            | 合計時間: | 44:54                |                      |      |

| #         | タイトル                              | 作詞  | 作曲・編曲 | 時間 |
| --------- | ------------------------------------- | ----- | ---------- | ---- |
| 13.       | 「マレディクション」(The Malediction) |       |            | 3:46 |
| 合計時間: | 合計時間:                             | 48:40 |            |      |

## 発売日一覧
| 国/地域        | 発売日         | レーベル                                       | 注    |
| -------------- | -------------- | ---------------------------------------------- | ----- |
| ヨーロッパ     | 2006年10月9日  | エピタフ・レコード                             | [ 4 ] |
| 日本           | 2006年10月11日 | ソニー・ミュージックジャパンインターナショナル | [ 5 ] |
| アメリカ合衆国 | 2006年10月24日 | エピタフ・レコード                             | [ 4 ] |